# A. J. Slaughter
A. J. Slaughter (Louisville, Kentucky, 3 de agosto de 1987) es un jugador de baloncesto estadounidense de nacionalidad polaca que pertenece a la plantilla de Casademont Zaragoza de la Liga Endesa. Con 1,91 metros de estatura, juega en la posición de escolta.

## Trayectoria
En la temporada 2014/15, Slaughter jugó una buena temporada con el PAO, con 9.5 puntos y 1.8 asistencias en la HEBA griega, y 9.7 puntos y 2.0 rebotes en la Euroliga.
En el Banvit ha firmado en BSL 12.2 puntos, 2.1 rebotes y 3.4 asistencias por encuentro.
Más tarde, jugaría dos temporadas en las filas del ASVEL Lyon-Villerurbanne. En su segunda temporada (2018-2019) Slaughter se proclamó campeón de Liga y Copa con unos promedios de 10 puntos, 1,7 rebotes y 1,7 asistencias por partido. 
En julio de 2019, se convierte en jugador del Real Betis Baloncesto en su vuelta a la Liga Endesa, firmando por una temporada.
En verano de 2020, Slaughter fichó en verano por el Herbalife Gran Canaria de la Liga Endesa, pero rescindió su contrato dos semanas más tarde por problemas físicos. 
En noviembre de 2020, vuelve a firmar por el conjunto canario hasta el final de temporada.
El 18 de junio de 2024, tras finalizar su vinculación con el CB Gran Canaria, ficha por Casademont Zaragoza.

## Selección nacional
En 2015 adquirió el pasaporte polaco, por lo que jugó el EuroBasket 2015 con Polonia, donde anotó 9,5 puntos por encuentro.
Posteriormente participaría en el Eurobasket 2017 y el Mundobasket 2019.
En septiembre de 2022 disputó con el combinado absoluto polaco el EuroBasket 2022, finalizando en cuarta posición y siendo uno de los mejores jugadores.